# Семенская, Мария Петровна
Мария Петровна Семенская (род. 15 ноября 1974, Курган) — современная российская художница. Живёт и работает в Москве.

## Биография
Мария Петровна родилась 15 ноября 1974 года в городе Кургане Курганской области.
В 5 лет была отправлена отцом в Курганскую детскую школу искусств, которую окончила в 12 лет, и продолжила обучение в курганской художественной школе, которую окончила с отличием.
После окончания средней школы поступила в Ленинградское высшее художественно-промышленное училище им. В.И. Мухиной на кафедру Дизайн костюма. Во время обучения познакомилась с группой молодых художников живописцев из академии художеств и прониклась идеями поиска самостоятельного художественного языка. Взяла академический отпуск и отправилась в Европу, знакомиться с современным искусством, в надежде  заполнить информационную тишину, существовавшую в советском и  постсоветском пространствах. Посещает европейские арт-резиденции, общается с коллекционерами, художниками, галеристами. Больше никогда в училище им. В.И. Мухиной (ныне академия имени А.Л. Штиглица) не возвращалась.
В 2000 году вместе с мужем — живописцем В.А. Семенским приехала на Фиолент, район Севастополя и стала инициативным участником независимого творческого сообщества «Деревня художников Фиолент», объединившего людей различных креативных профессий. С этого времени Севастополь стал постоянной летней творческой резиденцией для художницы.
Член Союза художников России с 2014 года.
В настоящее время живёт и работает в Москве.

## Творчество
Искусствовед Александр Балашов пишет о творчестве  художницы: «Мария Семенская не иллюстрирует ни одну из известных ей теорий «конца» мира или истории, живописи или гуманистической культуры... Она принципиально отказывается от дальнейшей концептуализации визуального искусства так же, как отказывается от беспечной игры смыслами и словами. Всё слишком хрупко, любое действие способно нанести раны, не заживающие тысячелетиями. В каком-то смысле в этом искусстве молчание преобладает над текстом. Она отказывается от того, чтобы с помощью объяснительных схем и клише перепоручить реальность пространствам современного языка и информационных технологий. Она избегает интерпретаций. Она чувствует зазор между человеком и реальностью и описывает формы, которые он принимает.
Мария Семенская последовательно отстраняется от симуляционистских стратегий. Она собирает картину как вспышку действительности, пытаясь сохранить в ней ощущение достоверности и сознание правды». Сотрудничает с московской галереей 11.12 GALLERY, расположенной на территории ЦСИ Винзавод с 2012 года.

### Персональные выставки
- ПРОТИВОСТОЯНИЕ, галерея Зелёная Пирамида, Севастополь, 2008 год
- ИСКУССТВЕННЫЕ СТРАХИ, галерея АРТ-Усадьба, Ялта, Крым, 2010 год
- ОБЕРЕГ, галерея Метрополь, Москва, Россия, 2011 год
- МОТИВАЦИИ, галерея Миронова, ЦИ Лавра, Киев, Украина, 2013 год
- АПОКРИФ[5], Севастопольский художественный музей им. Крошицкого, Севастополь, 2014 год
- SEQUENTIA[6], 11.12 GALLERY, Москва, Россия, 2015 год
- ЦВЕТЫ И БОГИ Арт-центр CUBE, Галерея Art&DealGuru, Москва, Россия, 2019
- «ТАКАЯ НОВАЯ ИГРА», Мария Семенская, Владимир Семенский, Галерея «Абрау-Дюрсо», Новороссийск, Россия, 2022 год
- МАРИЯ СЕМЕНСКАЯ, Галерея А3, Объединения «Выставочные залы Москвы». Москва, Россия, 2022 год

### Избранные коллективные выставки
- Международный Фестиваль Современного Искусства «АНТИКА И АВАНГАРД», Севастополь, 2009 год
- MIXED MEDIA- 2, 11.12 GALLERY, ЦСИ Винзавод, Москва, Россия, 2012 год
- ПРОСТЫЕ ВЕЩИ, Севастопольский музей им. М.П. Крошицкого, Севастополь, Крым, 2012 год
- MIXED MEDIA 3, 11.12 GALLERY, ЦСИ Винзавод, Москва, Россия, 2013 год
- ВЕСЕННЕЕ ОБОСТРЕНИЕ, сессии московских художников, Московский выставочный зал Галерея „А3“, Москва, Россия, 2013 год
- ИСТОРИЯ ИСКУССТВ. СТИЛИ, сессии московских художников, Московский выставочный зал Галерея „А3“, Москва, Россия, 2014 год
- Проявление, Ural Vision Gallery, Екатеринбург, 2016 год
- Цифра и роза,  Музей Нонконформистского искусства. Санкт-Петербург, 2017 год
- «АКТУАЛЬНАЯ РОССИЯ: ИГРА В КЛАССИКОВ», Всероссийский музей декоративно-прикладного и народного искусства, Москва, Россия, 2017 год

### Международные ярмарки
- ART MIAMI CONTEXT, Майами, США, 2015 год
- ART CONTEXT NEW YORK[9], Нью-Йорк, США, 2016 год

### Каталоги
- Маша Семенская. 19 работ, написанных на холсте масляными красками с апреля 2008 по август 2010[7], 2010 год
- ВЕСЕННЕЕ ОБОСТРЕНИЕ.  Московский выставочный зал Галерея „А3“, 2013 год
- Мария Семенская. «Апокрифа». Художественный Музей им. Крошицкого. Севастополь, 2013 год
- ИСТОРИЯ ИСКУССТВ. СТИЛИ, Московский выставочный зал Галерея „А3“, 2014 год
- Пятый межрегиональный академический исследовательский проект  КРАСНЫЕ ВОРОТА/ ПРОТИВ ТЕЧЕНИЯ, 2018 год.
- Шестой межрегиональный академический исследовательский проект  КРАСНЫЕ ВОРОТА/ ПРОТИВ ТЕЧЕНИЯ, 2020 год.
- Седьмой межрегиональный академический исследовательский проект  КРАСНЫЕ ВОРОТА/ ПРОТИВ ТЕЧЕНИЯ, 2022 год.

## Семья
Муж Владимир Александрович Семенский (род. 23 июня 1968, с. Имантау, Кокчетавская область, Казахская ССР) — российский художник.